# Cologno Sud
Cologno Sud è una stazione della linea M2 della metropolitana di Milano. Serve il comune di Cologno Monzese, nell'immediato hinterland milanese.

## Storia
La stazione, denominata Metallino nei primi progetti, è stata costruita come parte del cosiddetto "ramo Cologno" della linea M2, attivato il 7 giugno 1981. Serve anche il comune di Vimodrone, trovandosi nella sua immediata prossimità.
Si tratta di una stazione in viadotto, la cui struttura è pressoché identica alla vicina Cologno Centro.

## Servizi
La stazione dispone di:
- Emettitrice automatica biglietti

## Galleria d'immagini

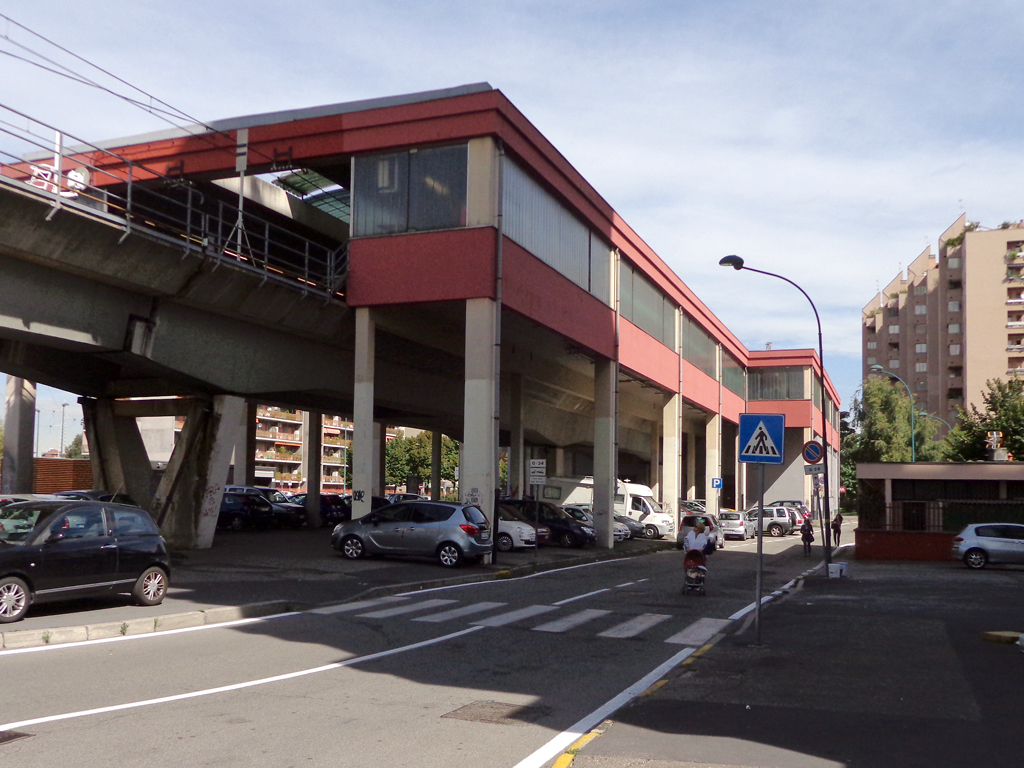
L'esterno